# Bonnetiaceae
Die Pflanzenfamilie Bonnetiaceae gehört zur Ordnung der Malpighienartigen (Malpighiales). Die nur drei Gattungen Bonnetia, Archytaea und Ploiarium mit zusammen etwa 33 Arten sind im tropischen Südamerika, in Südostasien und Malaysia verbreitet. Das Holz wird wegen seiner hohen Haltbarkeit lokal als Baustoff verwendet, hat jedoch keine wirtschaftliche Bedeutung.

## Beschreibung

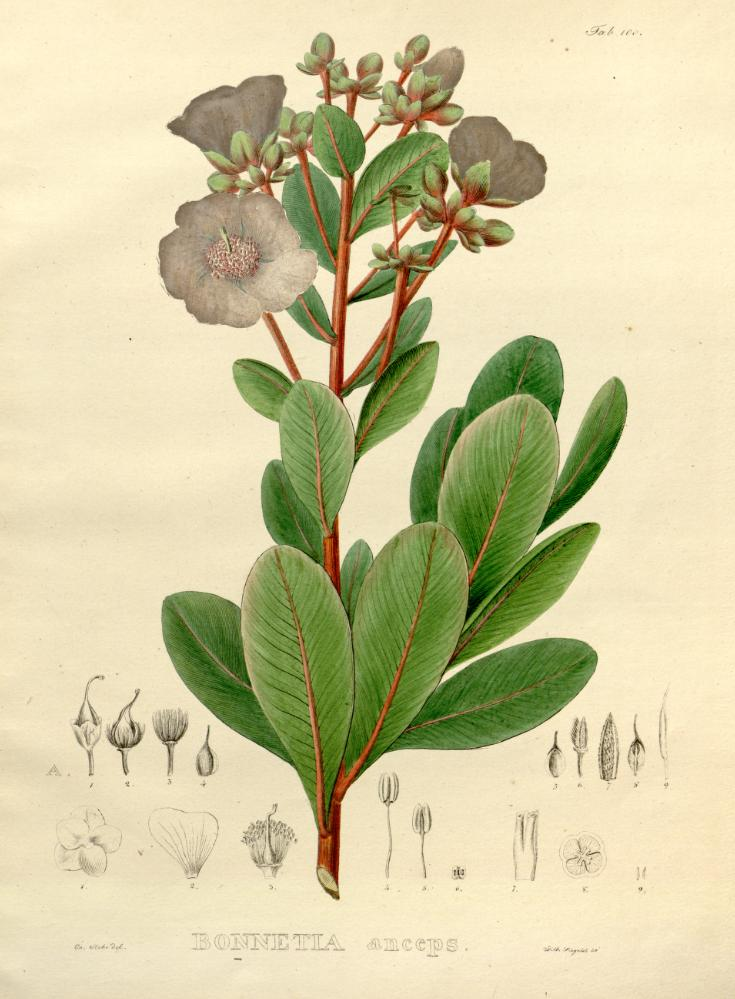
Illustration von Bonnetia anceps

### Erscheinungsbild
Die Arten der Bonnetiaceae sind immergrüne Sträucher oder für gewöhnlich wenig verzweigte Bäume. Die höchsten Bäume in der Familie gibt es bei der Art Ploiarium alterniflorum, die Wuchshöhen bis zu 25 Metern erreicht. Ihr Kernholz ist rötlich dunkelbraun und schwer. Die Knoten sind trilakunär mit drei Blattspursträngen, oder unilakunär mit einem Blattspurstrang. Die Pflanzenteile sind kahl; lediglich in den Blattachseln gibt es kleine Ansammlungen von mehrzelligen Trichomen, die Kollateren genannt werden und Schleimstoffe absondern können.

### Blätter
Die spiralig angeordneten Laubblätter stehen eng zusammen und sind kurz gestielt. Die Blattstiele enthalten eine zylindrische Markschicht, die den Stiel ganz oder teilweise durchdringt. Die Blätter sind in der Gestalt der Spreite und ihrer Dicke je nach Art variabel. Der Blattrand ist fein gezähnt. Auffällig ist die hochentwickelte Parallelnervatur, die für die Zweikeimblättrigen einmalig ist und der einiger Einkeimblättriger gleicht. Dieses Merkmal grenzt die Familie gegen die Teestrauchgewächse (Theaceae) ab.
Die Spaltöffnungen sind paracytisch. In manchen Arten gibt es spezielle Leitbündel mit einer Leitbündelscheide aus zwei konzentrischen Schichten: eine innere Schicht mit mehreren Lagen an Fasern, und eine äußere Schicht, die Endodermis aus dünnwandigen Zellen mit Casparischen Streifen. An der Oberseite des Mesophylls befinden sich Schleimzellen.
Sehr variabel sind die Arten bezüglich Dicke der Cuticula, dem relativen Anteil bzw. der Dicke von Palisaden- und Schwammparenchym sowie dem Vorhandensein von Steinzellen (Sklereiden) oder Kristallen im Mesophyll.

### Blütenstände und Blüten
Die zwittrigen Blüten stehen in zymösen Blütenständen. Jeder Blütenstiel entspringt der Achsel eines einzelnen Tragblatts, oft entspringen jedoch aus dem Blütenstiel noch bis zu zwei weitere Hochblätter, die sehr dicht am Kelch stehen können. Die Blütenhülle ist klar in zwei Blütenblattkreise differenziert. Die fünf Kelchblätter (Sepalen) sind frei oder nur an der Basis verwachsen. Sie sind fleischig (etwa 10 bis 20 Zellen dick), schuppenförmig und oft verschieden. Während die Kelchblätter bei Bonnetia und Archyteae bei der Fruchtreife erhalten bleiben, fallen sie bei Ploiarium zur Fruchtreife ab. Bei Bonntia sind die Kelchblätter häufig rötlich. Bei Bonntia kathleenae und Bonntia  rubicunda finden sich an den Sepalen Kollateren.
Die Krone ist gedreht. Die fünf Kronblätter (Petalen) sind stark verdickt (dicker als die Sepalen), fleischig (etwa 8 bis 15 Zellen dick) und schuppenförmig. Sie sind purpurn, weiß meliert, rötlich oder gelb. Bei Bonntia bolivarensis oder Bonntia steyermarkii sind sie schleimig.
Die Staubblätter sind zahlreich, bei Bonnetia stehen in einem einzelnen Staubblattkreis, aus einer zwei bis vier Staubblätter breiten Reihe. Oft sind mehrere an der Basis zu einem Tubus verwachsen. Die Reihe bildet einen vollständigen Kreis an der Basis der Blüte. Bei Archytaea und Ploiarium stehen die Staubblätter in fünf Gruppen. Bei Archytaea sind die unteren zwei Drittel verwachsen. Die Antheren sind an der Basis mit den Filamenten verwachsen. Sie bestehen aus den üblichen zwei Theken und vier Pollensäcken. Oft sie die unteren Pollensäcke kürzer als die oberen. Die Pollenkörner sind zwischen 28 und 60 Mikrometer lang mit einer runden Keimöffnung. Die Gattungen Archytaea und Ploiarium bilden zwischen den Staubblattgruppen an der Blütenbasis scheibenförmige Nektarien.
Der Fruchtknoten besteht aus drei (selten vier) Fruchtblättern bei Bonnetia und aus fünf Fruchtblättern in den beiden anderen Gattungen. Der Griffel ist rund, bei B. fasciculata aber abgeflacht. Die punktförmige Narbe ist papillös. Die zahlreichen Samenanlagen sind anatrop. Der Mikropylenkanal wird durch die äußeren Integumente gebildet (exostomale Mikropyle).

### Früchte und Samen
Die septiziden Kapselfrüchten, eine Unterform der Spaltkapseln, enthalten viele Samen. Die Samen sind ungewöhnlich klein, mit einer außergewöhnlich dicken verholzten Samenschale.

### Inhaltsstoffe
Bonnetiaceae sind reich an Xanthonen und Anthrachinonen, die sich auch bei den nahe verwandten Clusiaceae und Johanniskrautgewächsen (Hypericaceae) finden.

## Verbreitung und Gefährdung

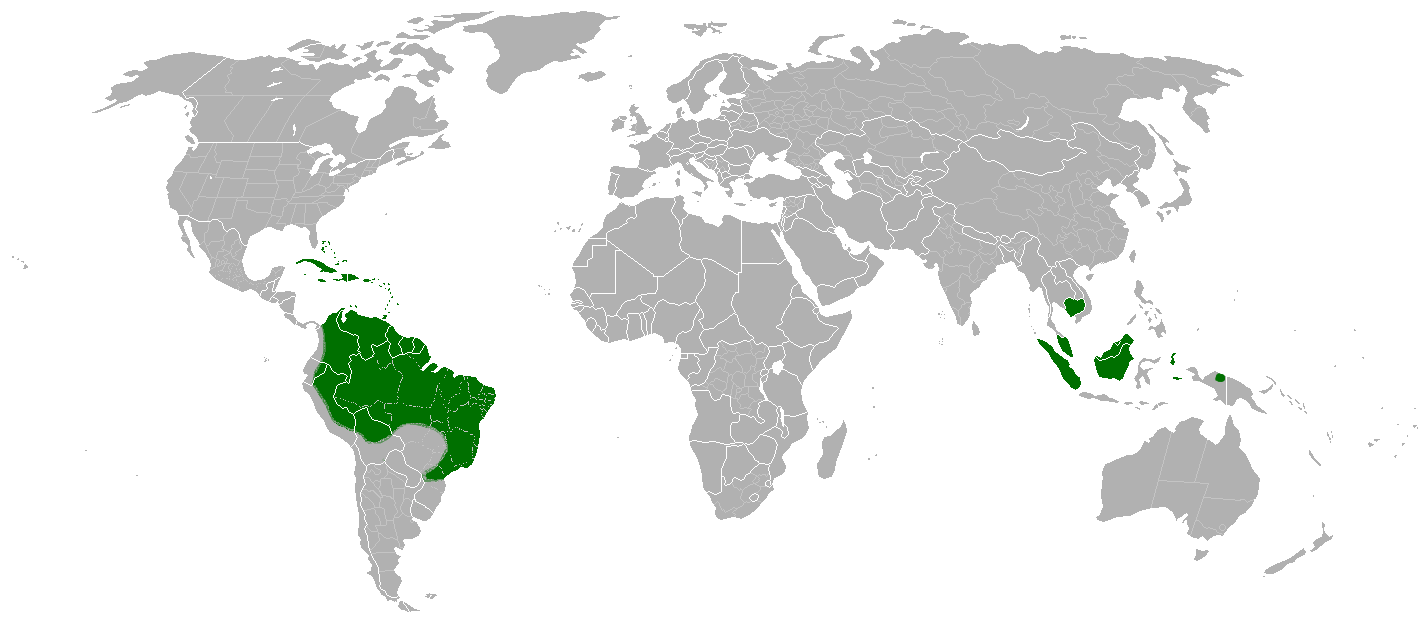
Verbreitungsgebiet der Bonnetiaceae

Die Familie Bonnetiaceae ist im nördlichen Südamerika und in der Karibik, sowie in Südostasien, genauer in West-Malaysia, Kambodscha, auf den Molukken und Neuguinea verbreitet. Dabei finden sich die Arten der Gattung Bonettia nur in Südamerika und mit einer Art auf Kuba, wohingegen Archytea und Ploiarium sich auch in Asien finden. Das Mannigfaltigkeitszentrum von Bonnetia, das heißt, das Gebiet, in dem die meisten Arten heimisch sind, liegt im Hochland von Guayana, wo sich 27 Arten finden, die alle bis auf Bonnetia paniculata dort endemisch sind.
Archytea bevorzugt offene Habitate auf nährstoffarmen Böden. Ploiarium wächst im Tiefland in Meeresnähe auf sumpfigem Boden oder auf nährstoffarmen Sandboden auf Borneo. Bonnetia bewächst vor allem die Tafelberge in Guyana, dort gedeihen sie auf feuchten Geröllhalden aus Sandstein und Quarzsanden.
Da viele Arten der Familie Bonnetiaceae Endemiten sind, sind sie besonders gefährdet. So listet die IUCN auf ihrer Roten Liste gefährdeter Arten insgesamt 13 Arten aus der Gattung Bonnetia. Die seit 1978 nicht mehr gefundene Art Bonnetia ptariensis wird sogar als kritisch gefährdet (critically endangered) geführt. Keine Art der Gattungen Archytea und Ploiarium ist bei der IUCN gelistet.

## Systematik
Die Bonnetiaceae sind eng mit den Clusiaceae und den allerdings paraphyletischen Teestrauchgewächsen (Theaceae) verwandt. Eine phylogenetische Untersuchung aus dem Jahr 2004 ergab aber auch Hinweise auf eine enge Verwandtschaft mit den Kielmeyeroideae und den Ternstroemiaceae, diese sind jedoch unsicher.
Die Verwandtschaft mit den Johanniskrautgewächsen (Hypericaceae) und den Podostemaceae scheint allerdings sicher. Ein Kladogramm von 2007 sieht wie folgt aus:
|                         | Clusiaceae                                                     |
|                         |                                                                |
|                         | Bonnetiaceae                                                   |
|                         |                                                                |
|                         | \| \| Hypericaceae \| \| \| \| \| \| Podostemaceae \| \| \| \| |
| Vorlage:Klade/Wartung/3 |                                                                |
|                         | Hypericaceae                                                   |
|                         |                                                                |
|                         | Podostemaceae                                                  |
|                         |                                                                |

|  | Hypericaceae  |
|  |               |
|  | Podostemaceae |
|  |               |

Ein Ausschnitt aus dem Kladogramm von Wurdack & Davis 2009:
|  | Bonnetiaceae |
|  |              |
|  | Clusiaceae   |
|  |              |

|  | Calophyllaceae                                                 |
|  |                                                                |
|  | \| \| Hypericaceae \| \| \| \| \| \| Podostemaceae \| \| \| \| |
|  |                                                                |
|  | Hypericaceae                                                   |
|  |                                                                |
|  | Podostemaceae                                                  |
|  |                                                                |

|  | Hypericaceae  |
|  |               |
|  | Podostemaceae |
|  |               |

|  | Bonnetiaceae |
|  |              |
|  | Clusiaceae   |
|  |              |

|  | Calophyllaceae                                                 |
|  |                                                                |
|  | \| \| Hypericaceae \| \| \| \| \| \| Podostemaceae \| \| \| \| |
|  |                                                                |
|  | Hypericaceae                                                   |
|  |                                                                |
|  | Podostemaceae                                                  |
|  |                                                                |

|  | Hypericaceae  |
|  |               |
|  | Podostemaceae |
|  |               |

|  | Bonnetiaceae |
|  |              |
|  | Clusiaceae   |
|  |              |

|  | Calophyllaceae                                                 |
|  |                                                                |
|  | \| \| Hypericaceae \| \| \| \| \| \| Podostemaceae \| \| \| \| |
|  |                                                                |
|  | Hypericaceae                                                   |
|  |                                                                |
|  | Podostemaceae                                                  |
|  |                                                                |

|  | Hypericaceae  |
|  |               |
|  | Podostemaceae |
|  |               |

|  | Bonnetiaceae |
|  |              |
|  | Clusiaceae   |
|  |              |

|  | Calophyllaceae                                                 |
|  |                                                                |
|  | \| \| Hypericaceae \| \| \| \| \| \| Podostemaceae \| \| \| \| |
|  |                                                                |
|  | Hypericaceae                                                   |
|  |                                                                |
|  | Podostemaceae                                                  |
|  |                                                                |

|  | Hypericaceae  |
|  |               |
|  | Podostemaceae |
|  |               |

Wie bei fast allen tropischen Pflanzenfamilien ist die innere Systematik der Bonnetiaceae umstritten. Dickison und Weitzmann fassten 1996 sechs Gattungen in der Familie zusammen. Ein Jahr später strichen Weitzmann und Stevens die Gattungen Acopanea Steyerm., Neblinaria Maguire und Neogleasonia Maguire aber wieder heraus und es verblieben nunmehr drei Gattungen mit zusammen rund 33 Arten:

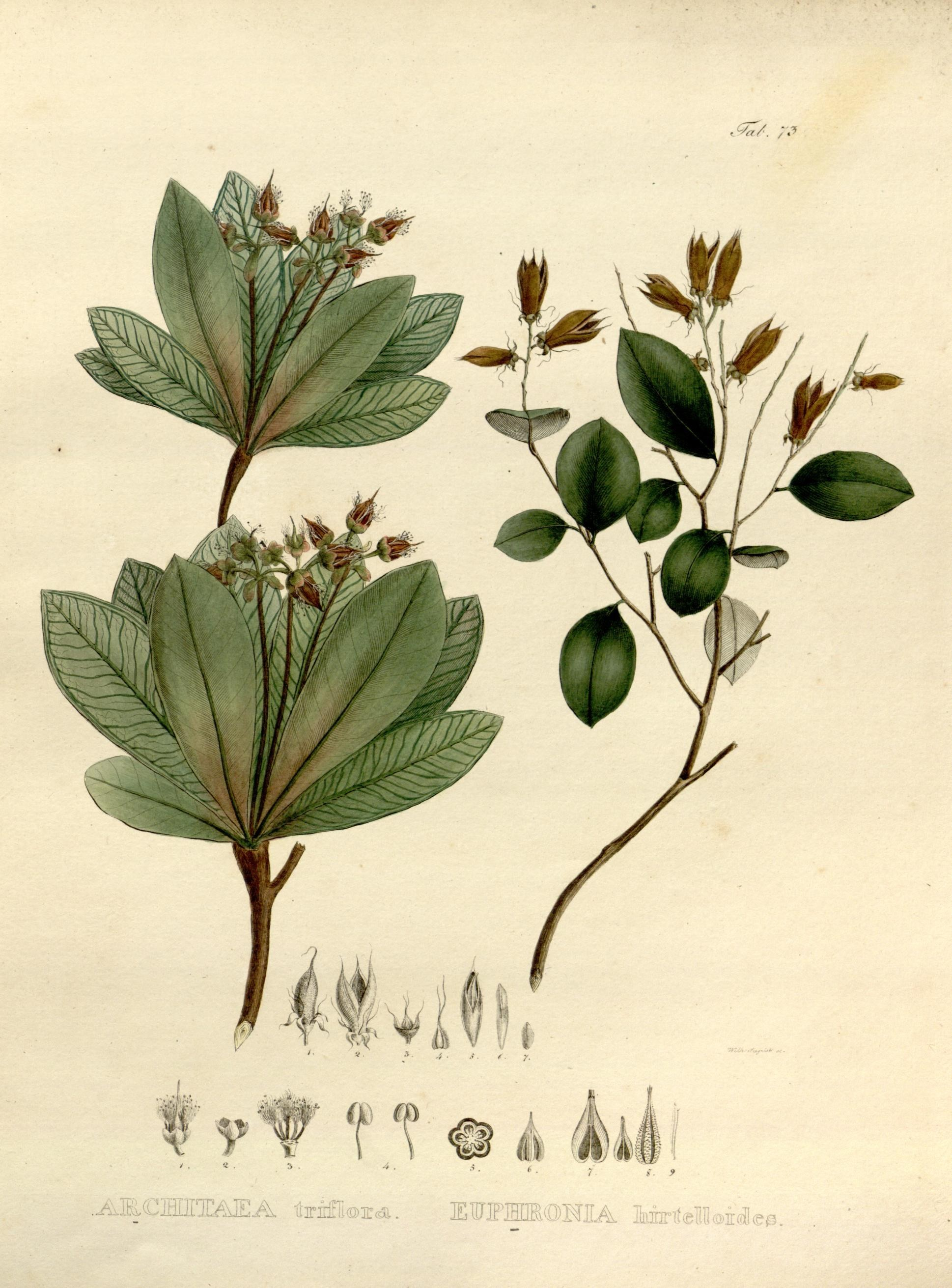
Illustration von Archytaea triflora (links)

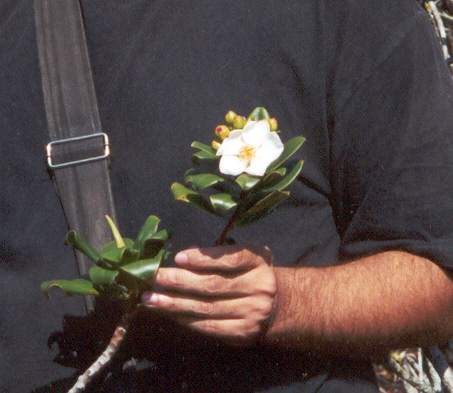
Zweig mit Laubblättern und Blüte von Bonnetia anceps

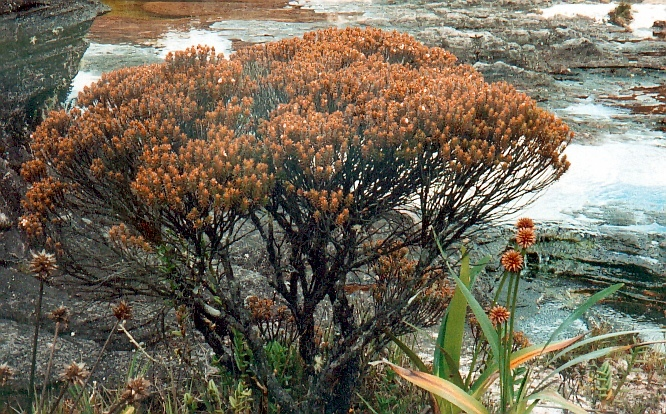
Bonnetia roraimae auf dem Roraima-Tepui, Habitus

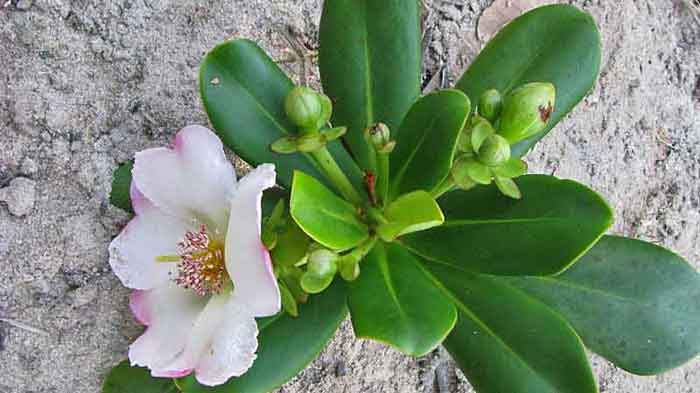
Bonnetia stricta

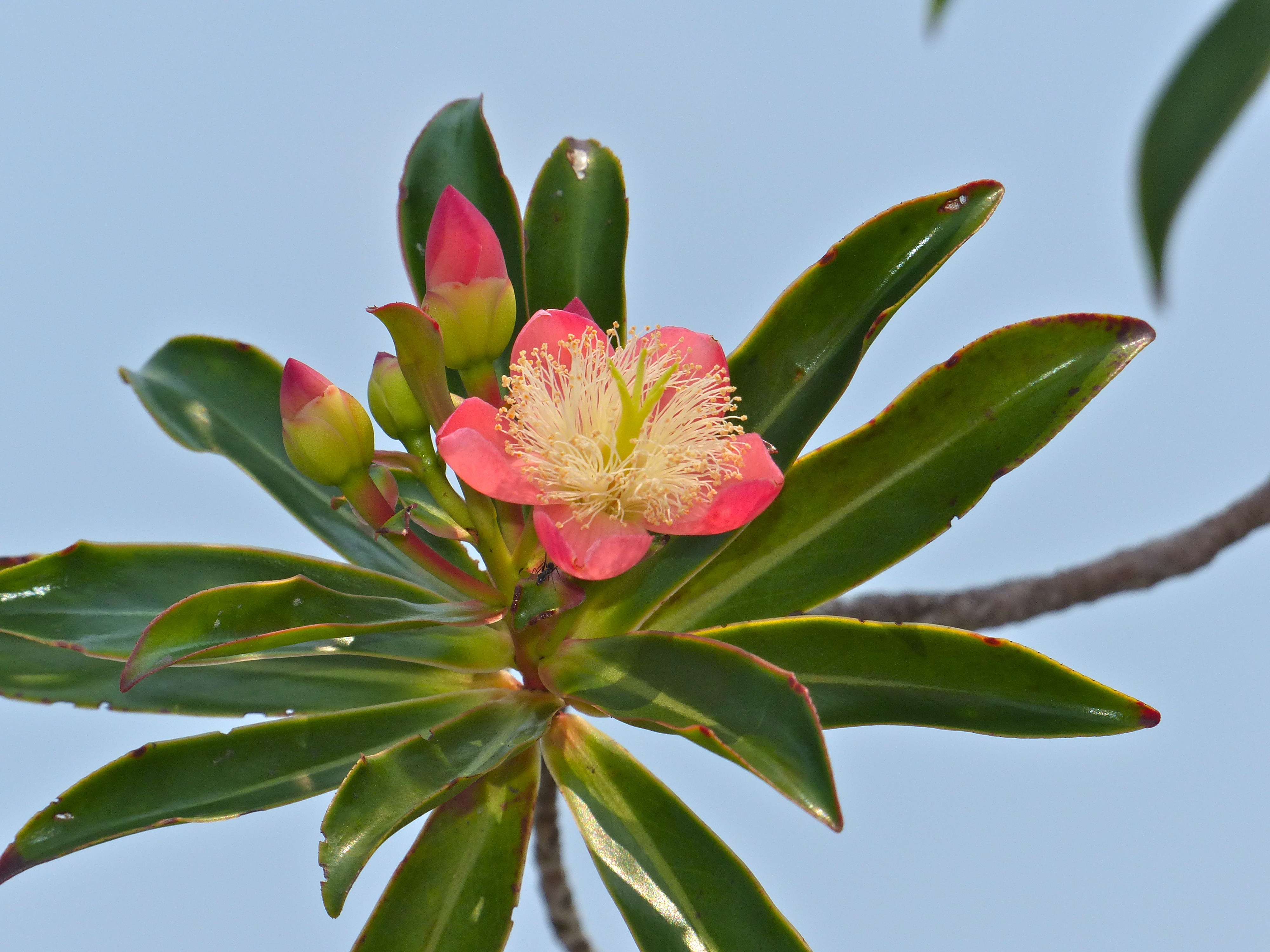
Ploiarium alternifolium

- Archytaea Mart.: Sie enthält zwei Arten, die im nordöstlichen Südamerika vorkommen:[7]
  - Archytaea angustifolia Maguire: Südöstliches Kolumbien bis südwestliches Venezuela.[8]
  - Archytaea triflora Mart.: Östliche Kolumbien bis Guayana.[8]
- Bonnetia Mart.: Die etwa 29 Arten sind in Südamerika, besonders in Venezuela und Südostasien verbreitet (Auswahl):
  - Bonnetia ahogadoi (Steyerm.) A.L.Weitzman & P.F.Stevens: Venezuela.[8]
  - Bonnetia anceps Mart. & Zucc.: Brasilien.[8]
  - Bonnetia bolivarensis Steyerm.: Venezuela.[8]
  - Bonnetia celiae Maguire: Venezuela.[8]
  - Bonnetia chimantensis Steyerm.: Venezuela.[8]
  - Bonnetia colombiana (Maguire) Steyerm. (Sie wird von manchen Autoren auch als Neotatea colombiana Maguire zu Neotatea gestellt.)
  - Bonnetia cordifolia Maguire: Venezuela.[8]
  - Bonnetia fasciculata P.F.Stevens & A.L.Weitzman: Venezuela.[8]
  - Bonnetia huberiana Steyerm.: Venezuela.[8]
  - Bonnetia jauaensis Maguire: Venezuela.[8]
  - Bonnetia katleeniae Lasser: Venezuela.[8]
  - Bonnetia lanceifolia Kobuski: Venezuela.[8]
  - Bonnetia maguireorum Steyerm.: Venezuela bis nördliches Brasilien.[8]
  - Bonnetia martiana (Maguire) Steyerm.
  - Bonnetia multinervia (Maguire) Steyerm.: Venezuela.[8]
  - Bonnetia neblinae (Maguire) Steyerm.: Südliches Venezuela bis nördliches Brasilien.[8] Sie wird von manchen Autoren auch als Neotatea neblinae Maguire zu Neotatea gestellt.
  - Bonnetia paniculata Spruce & Benth.: Guayana bis Peru.[8]
  - Bonnetia ptariensis Steyerm.: Venezuela.[8]
  - Bonnetia roraimae Oliver: Venezuela bis Brasilien.[8]
  - Bonnetia roseiflora (Maguire) Steyerm.: Venezuela.[8]
  - Bonnetia rubicunda (Sastre) A.L.Weitzman & P.F.Stevens: Guayana bis Brasilien.[8]
  - Bonnetia sessilis Benth.: Kolumbien bis Guayana.[8]
  - Bonnetia steyermarkii Kobuski: Venezuela.[8]
  - Bonnetia tepuiensis Kobuski & Steyerm.: Südöstliches Venezuela bis Gzayana.[8]
  - Bonnetia toronoensis Steyerm.
  - Bonnetia wurdackii Maguire: Venezuela.[8]

- Ploiarium Korthals: Sie enthält zwei oder drei Arten, die in Südostasien bis Neuguinea vorkommen:[7]
  - Ploiarium alternifolium (Vahl) Melch.: Tropisches Asien.[8]
  - Ploiarium sessile (Scheff.) Hallier f.
  - Bei Ploiarium pulcherrimum Melch. handelt es sich höchstwahrscheinlich nicht um eine eigenständige Art.